# Église Saint-Gorgon-Saint-Dorothée de Véron
L'église Saint-Gorgon-Saint-Dorothée est une église catholique de l'archidiocèse de Sens située à Véron dans le département français de l'Yonne, en région Bourgogne-Franche-Comté. 
Elle dépend de la paroisse Sainte-Alpais du Sénonais et du Jovinien et est dédiée à deux soldats martyrs des légions romaines de l'empereur Probus : saint Gorgon et saint Dorothée. La messe dominicale est célébrée épisodiquement.

## Historique

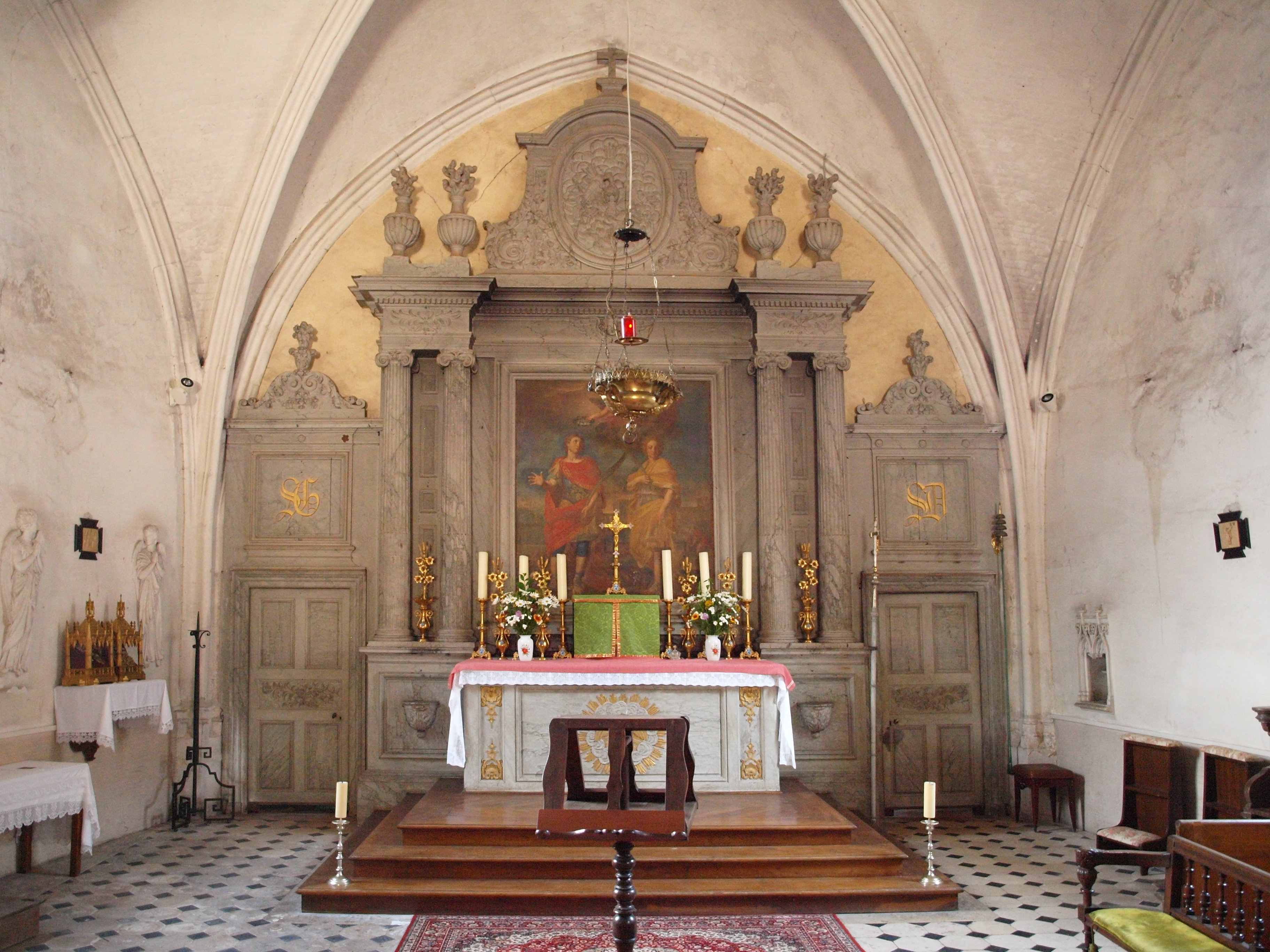
Vue du sanctuaire avec le maître-autel, son retable et son tableau représentant les deux soldats martyrs.

L'église Saint-Gorgon-et-Saint-Dorothée est bâtie en 1606. Son portail date de 1749. Il est surmonté d'une tour carrée de même époque. L'église possède une nef unique couverte d'un berceau de bois avec entraits, et un chœur voûté sur ogives ; son maître autel date du XVIIIe siècle. Son retable est d'ordre ionique.
Dans le mobilier, on remarque une piscine du XVe siècle et une paire de statues équestres représentant les soldats romains saint Dorothée (it) et saint Gorgon en pierre du XVIIe siècle (inscrits aux monuments historiques en 1984), martyrisés à Nicomédie en 370. Les fonts baptismaux sont armoriés.
Les reliques de saint Gorgon sont dans des châsses de laiton doré.
L'église possède une riche statuaire du XIXe siècle : Notre-Dame, saint Joseph, saint Vincent, patron des vignerons, etc. Le tableau du XVIIIe siècle derrière le maître autel représente les deux compagnons martyrs en armure et en toge portant la palme du martyre, avec un ange au-dessus d'eux qui les couronne de lauriers.

## Illustrations

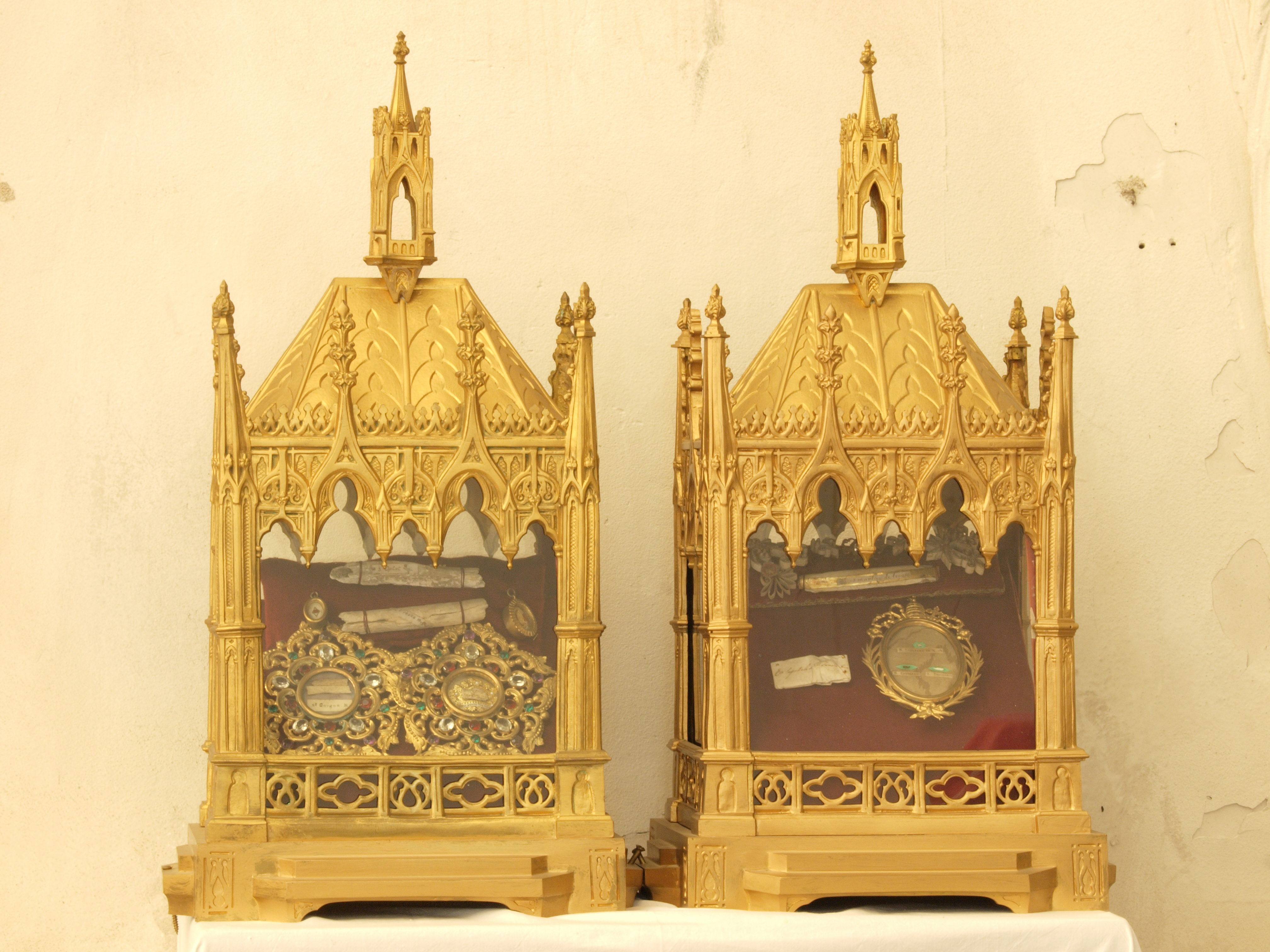
Reliquaires
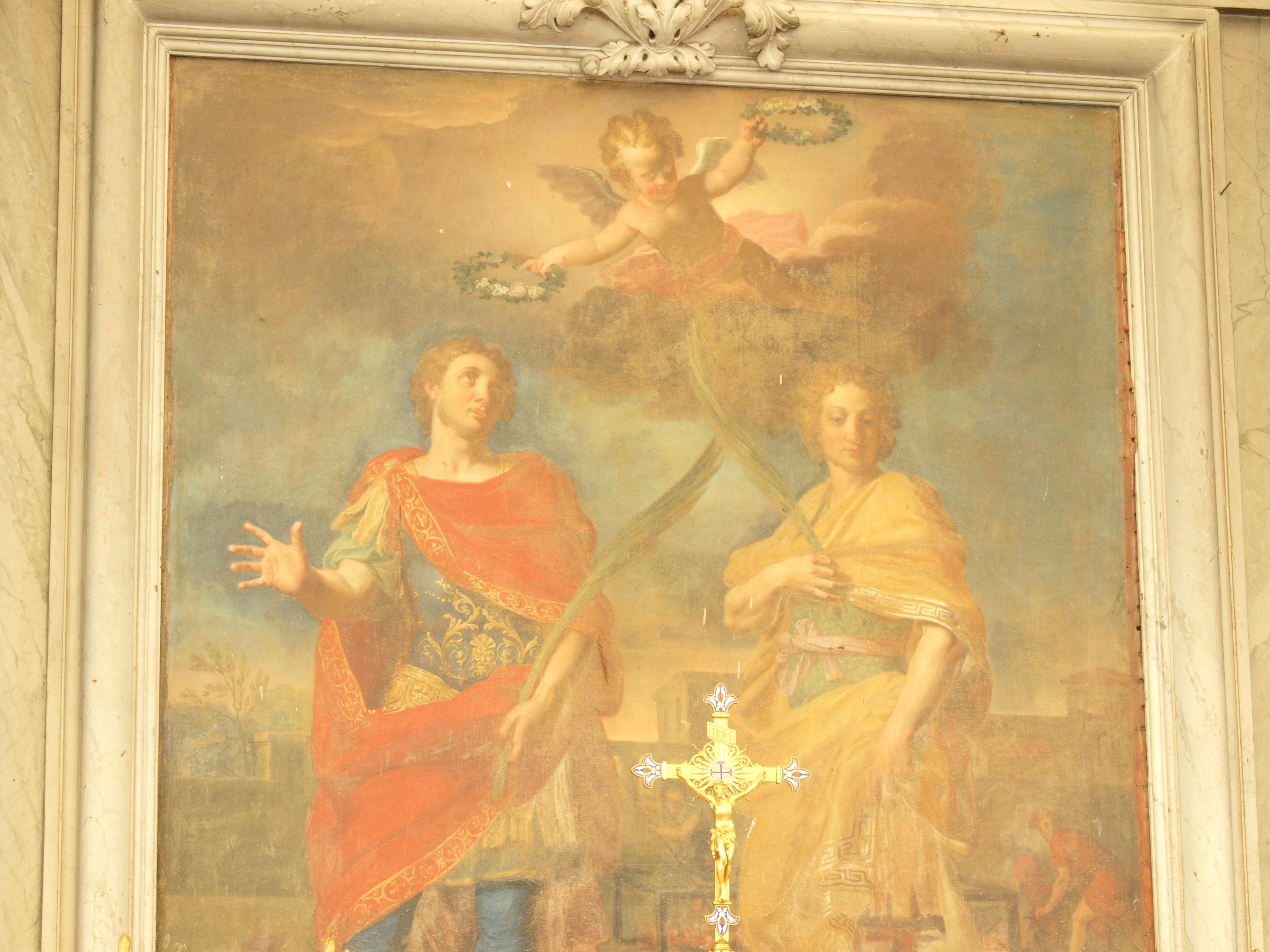
Détail du tableau d'autel : l'officier saint Gorgon (à gauche) et son compagnon saint Dorothée (à droite) couronnés de laurier
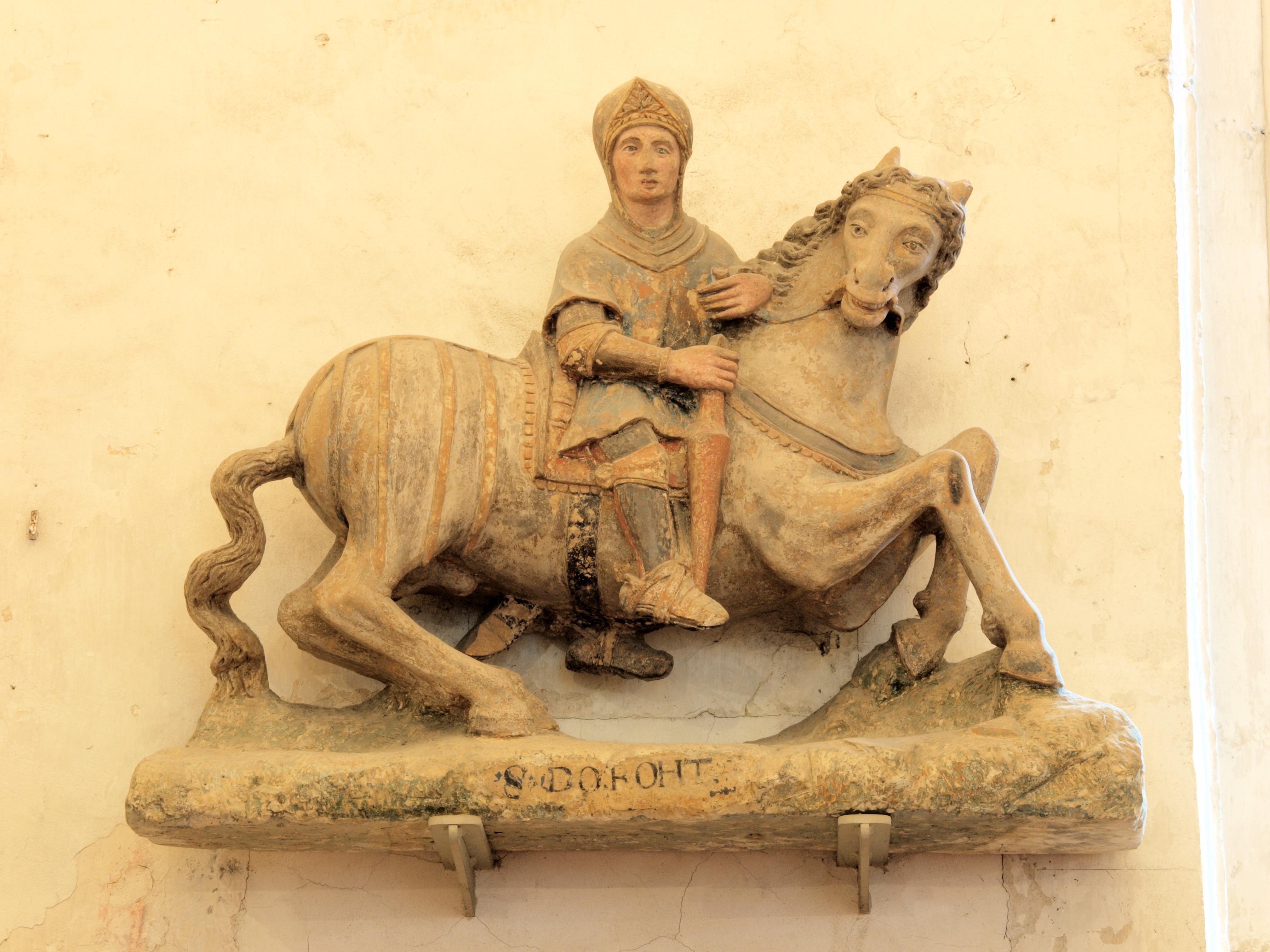
Statue du soldat saint Dorothée
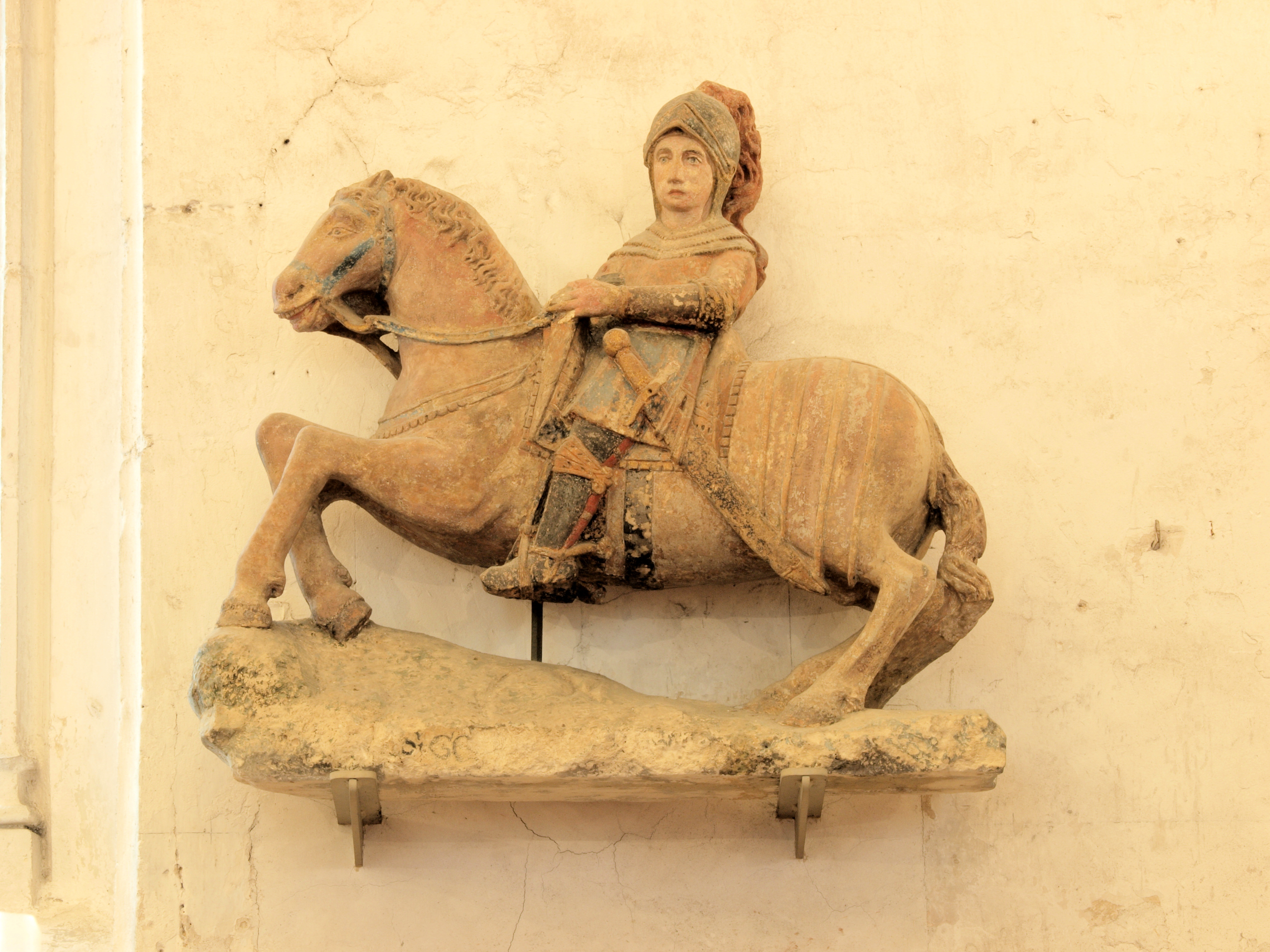
Statue de saint Gorgon
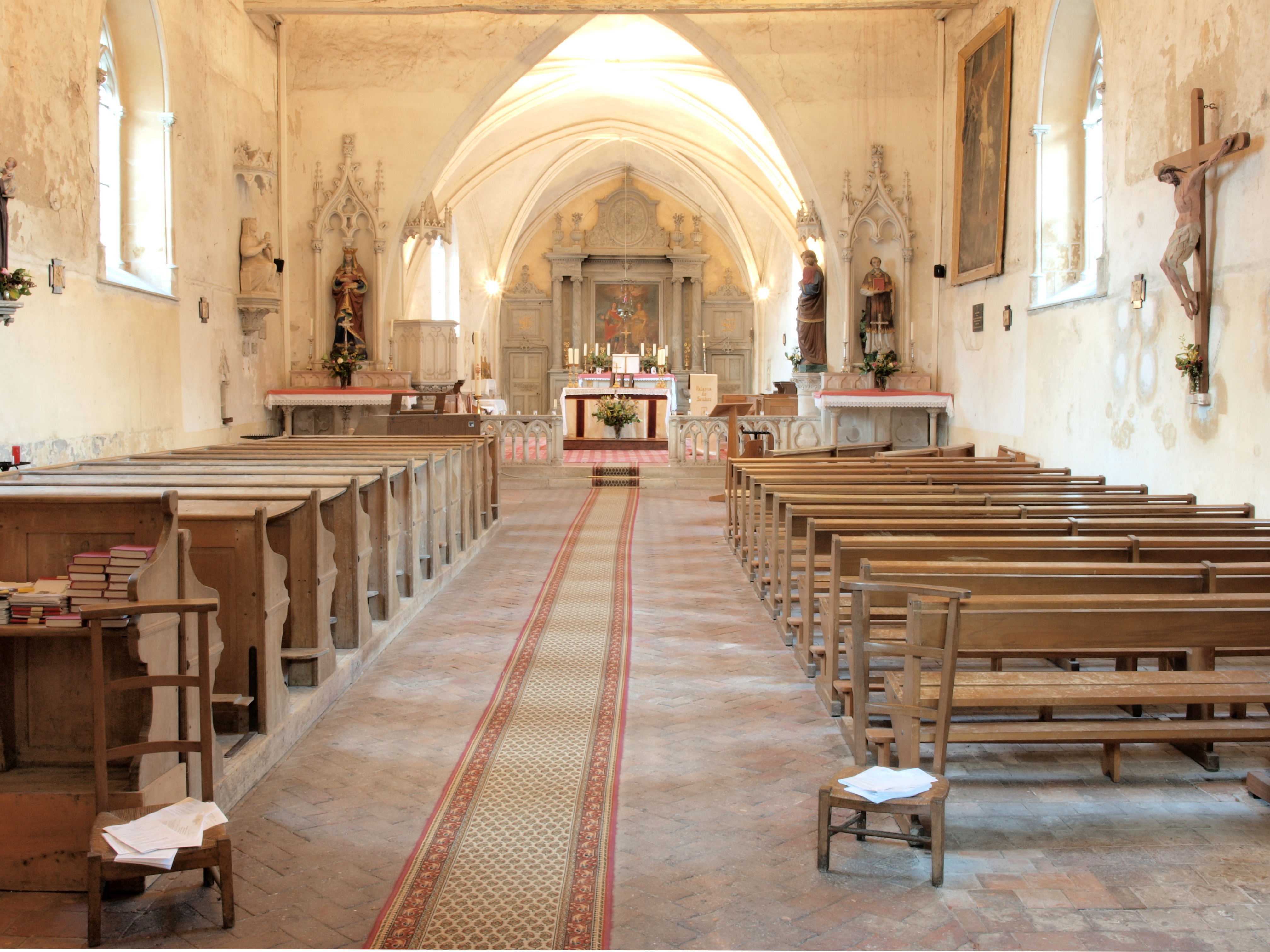
Nef